# イラス火山
イラス火山（イラスかざん、スペイン語: Volcán Irazú）は、コスタリカのカルタゴ近郊にある火山である。山頂の標高は3,432m。
名前は、"ara"（点）と "tzu"（雷）の合成語とも山の中腹にある村の名前である "Iztarú" の方言とも言われる。コスタリカ国内では過去に災害を起こしたことから "El Coloso"（神話に登場する巨像）とも呼ばれている。
山頂には多くの火口があり、緑色の水をたたえたさまざまの深さの火口湖が存在している。コスタリカで最も高い活火山である。首都サンホセから近く、山頂まで続く道路や定期的に運行されるバスもあるため、代表的な観光地にもなっている。山頂には、サンホセなどのテレビ局の中継局もある。
天候が良いときには山頂から太平洋と大西洋の双方を見ることができるが、山頂は雲に覆われていることが多くそのような機会はあまりない。
イラス火山やポアス山が所在する中央火山山脈は1988年にユネスコの生物圏保護区に指定された。一帯に熱帯雨林が多く、オーク、ミズキ科、モクレン科などの植物が生えている。